# Xivray-et-Marvoisin
Xivray-et-Marvoisin is een gemeente bestaande uit de plaatsjes Marvoisin en Xivray in het Franse departement Meuse (regio Grand Est) en telt 86 inwoners (2009). De gemeente maakt deel uit van het arrondissement Commercy.

## Geografie
De oppervlakte van Xivray-et-Marvoisin bedraagt 14,7 km², de bevolkingsdichtheid is dus 5,9 inwoners per km².
De onderstaande kaart toont de ligging van Xivray-et-Marvoisin met de belangrijkste infrastructuur en aangrenzende gemeenten.

## Demografie
Onderstaande figuur toont het verloop van het inwonertal (bron: INSEE-tellingen).